# Serebro
Serebro (russe : Серебро, argent) est un girl group originaire de Russie et qui s'est fait connaître lors de sa participation au Concours Eurovision de la chanson 2007. Le groupe est formé en 2006 par Maxime Fadeev (Максим Фадеев), producteur et compositeur russe qui a notamment travaillé avec Julia Savicheva. Elles sont extrêmement populaires dans les pays de l'ex-URSS. En 2019, Fadeev annonce via Instagram que le groupe cessera d'exister à la fin de cette même année.

## Membres du groupe
Elena (Lena) Vladimirovna Temnikova (Елена (Лена) Владимировна Темникова), née le 18 avril 1985 à Kourgan, est la chanteuse principale du groupe. Elle pratique la musique depuis l'âge de cinq ans. En 2003, elle participe à Fabrika Zvezd, version russe de Star Academy organisée par Canal Un (Первый канал), elle arrive en troisième position. C'est à ce moment-là qu'elle rencontre le producteur Maxim Fadeev qui sera le fondateur du groupe. Avant ça, elle signe un contrat avec Fadeev et le label dossier monolith. Participant à une comédie musicale airport en tant que soliste, elle a enregistré deux chansons et a ensuite décidé de terminer sa carrière solo. Le groupe Serebro se serait formé à sa demande.
Olga (Olya) Yurevna Seryabkina (Ольга (Оля) Юрьевна Серябкина), née le 12 avril 1985 à Moscou, assure l'accompagnement vocal. Elle pratique la danse depuis l'âge de sept ans et a appris le chant à l'École d'art dramatique. Elle a participé à de nombreuses compétitions de danse. C'est également la parolière du groupe, elle a remporté un prix en 2010 pour la meilleure parolière avec la chanson ne vremya et celui de Julia Savicheva. Elle a été choriste pour Fadeev avant de rencontrer Elena.
Anastasia (Nastya) Karpova (Анастасия (Настя) Карпова), née le 2 novembre 1984 à Balakovo, Saratov Oblast, assurait l'accompagnement vocal. Elle s'est dédiée à sa passion depuis toute jeune : la danse, et est devenue membre de la troupe « Street Jazz ». Prenant également des cours de chant, elle a décidé de poursuivre cette carrière jusqu'à ce qu'elle rejoigne le groupe en juillet 2009. Elle quitta le groupe serebro le 27 septembre 2013 en l'annonçant au public lors de sa dernière représentation avec le groupe à St Petersbourg, pour se lancer dans une carrière en solo avec le même producteur.
Marina Sergeevna Lizorkina (Марина Сергеевна Лизоркина), née le 9 juin 1983 à Moscou, assurait l'accompagnement vocal. Elle a chanté dans des chorales depuis l'âge de 12 ans et a fait partie du groupe "Formula". Elle quitte le groupe serebro le 15 juin 2009
Daria Shashina (Dasha) (Даша Шашинa), née le 1er septembre 1990 à Nijni Novgorod. Elle succéde à Anastasia Karpova en octobre 2013. Elle est danseuse classique à haut niveau.
Polina Favorskaya (Полина Фаворская), née le 21 novembre 1991 à Volgograd. Elle a pris la place d'Elena Temnikova après son départ.
Yekaterina (Katya) Kischuk (Екатерина "Катя" Кищук) née le 13 décembre 1993 à Toula en Russie. C'est une chanteuse mais également un modèle. Elle incorpore le groupe en 2016 et prend la place de Daria Shashina.
Tatiana Morgunova (Татьяна Моргунова) née le 25 janvier 1998 à Aktioubé au Kazakhstan. Elle a été repérée par le producteur du groupe, Maxim Fadeev, durant des auditions. Elle remplace depuis fin 2017 Polina Favorskaya.

## Eurovision
La chaîne de télévision russe Canal Un a sélectionné le premier single du groupe, "Song #1" (Chanson no 1) pour représenter la Russie au Concours Eurovision de la chanson 2007. La chanson s'est classée 3e avec 207 points après la Serbie et l'Ukraine.

## Discographie
- 2007 : Song #1 (13 versions différentes de "Song #1" et une vidéo de la version étendue de la chanson).
- 2009 : Opiumroz

1. Song #1
2. Дыши (Respire)
3. Under pleassure
4. Dirty kiss
5. Sound sleep
6. Пыль ангелов (Poussière des Anges)
7. Never be good
8. What's Your Problem?
9. Скажи, не молчи (Dit, ne te tais pas)
10. Опиум (Opium)
11. Мы взлетаем (On décolle)

- 2013 : Serebration (EMI Music Japan)

1. Mama Lover
2. Paradise
3. Like Mary Warner
4. Song #1
5. Angel Kiss
6. Why
7. Gun
8. Bastard
9. Never Be Good
10. Sexing You
11. What's Your Problem
12. Mama Ljuba
13. Mama Ljuba (Karaoke)
14. Sound Sleep (ft. Oma-Vega)
15. Angel Kiss (Dubstep Remix)
16. Mama Lover (Gary Caos Dub Mix)
17. Gun (Time Takers Remix)

### Singles
- 2007 : Song #1 (classée no 1 en Russie)
- 2007 : Dyshi (Дыши) (no 2)
- 2008 : Opium (Опиум) (no 1)
- 2008 : Skazhi, ne molchi (Скажи, Не Молчи) (no 1)
- 2009 : Sladko (Сладко) (no 1)
- 2010 : Ne Vremya (Не Время) (no 6)
- 2010 : Davaï Derzhatsya Za Ruki (Давай держаться за руки) (no 3)
- 2011 : Mama Lyuba (Мама Люба)
- 2012 : Malchick (gun)
- 2013 : Sexy Ass
- 2013 : Mimimi
- 2013 : Malo tebya
- 2014 : Ya Tebya Ne Otdam (Я тебя не отдам)
- 2014 : UGAR (УГАР)
- 2015 : Kiss
- 2015 : ПЕРЕПУТАЛА
- 2016 : Otpusti Menya (Отпусти Меня)
- 2016 : Chocolate
- 2017 : Между нами любовь

## Récompenses et nominations
- World Music Awards 2007 : meilleures ventes mondiales (artiste russe)[1].
- soulier d'argent 2007: song#1
- gramophone d'or 2007 : song#1
- MTV RMA 2007 : révélation de l'année "song#1" (victoire)
- kommersant-note 2007 : meilleur révélation, "song#1
- musique de l'année 2007 : révélation de l'année "Song#1"
- chanson de l'année 2007 : song#1
- gramophone d'or 2008 : Дыши
- MTV RMA 2008 : groupe de l'année (victoire)
- chanson de l'année 2008 : Опиум
- Dieu de l'ether 2009 : groupe radiohit (victoires)
- meilleur chanson 2009 : Сладко
- chanson de l'année 2009 :Сладко
- Gramophone d'or 2010 : Скажи, Не Молчи
- musique de l'année 2009 : Сладко
- vidéo music awards 2010 : vidéo international de l'année, Не Время (victoire)
- MTV EMA 2010 : meilleur artiste russe (nomination)
- chanson de l'année 2010 : Не Время

## Présence des membres du groupe
1re ligne en vert : Elena Temnikova.
2nde ligne en rouge : Olga Seryabkina.
3e ligne en bleu : Marina Lizorkina.
4e ligne bicolore : Anastasia Karpova.
5e ligne en bleu : Daria Shashina.
6e ligne en vert : Polina Favorskaya.